# Whatcom Falls Park

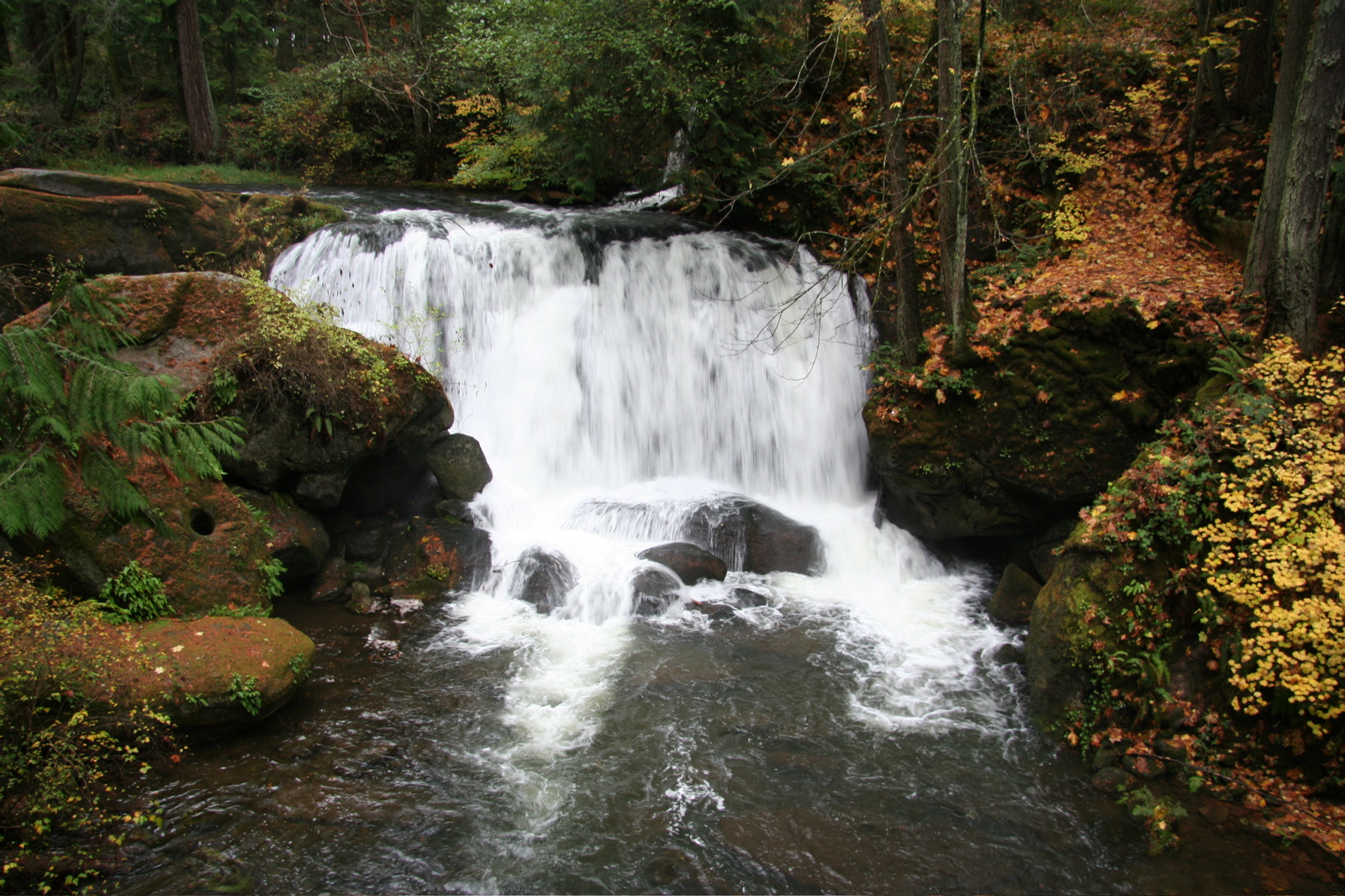
Hlavní vodopády v parku.

Whatcom Falls Park je 0,98 km² rozlehlý park v Bellinghamu v americkém státě Washington. V parku se nachází čtyři vodopády, které leží na potoku Whatcom Creek, jenž spojuje Whatcomské jezero a Bellinghamův záliv. V parku je také několik kilometrů udržovaných turistických stezek, rybníček, tenisové kurty, atletické hřiště, piknikové stoly, které pronajímá městská správa parků, a dvě dětská hřiště. Ministerstvo ryb a zvěře státu Washington zde provozuje líheň pstruhů.

## Whirlpool Falls
Whirlpool Falls jsou velice populárním místem pro plavání, jelikož se jedná o zhruba 3 metry vysoké vodopády, které obklopují 9 metrů vysoké útesy. V létě jsou útesy často využívány ke skákání do vody pod vodopády. K těm vede turistická stezka Whirlpool Loop Trail.
Plavání pod těmito vodopády bylo před několika lety na dlouhou dobu zakázáno kvůli nedaleké potrubní havárii, jejíž místo je z útesů stále viditelné. Poté, co bylo několik zákazových cedulí a plotů zničeno, město vzdalo snahu regulovat toto území a odstranilo i zbývající překážky.
Vodopády jsou často nesprávně nazývány jako Střední nebo Dolní Whatcomské vodopády. Zatímco ty Střední se však nacházejí nedaleko západního konce parku a nejsou kvůli devastaci okolí již zmíněnou potrubní havárií přístupné veřejnosti, Dolní Whatcomské vodopády se nachází několik kilometrů po proudu potoka v Námořním parku dědictví.

## Potrubní havárie
10. června 1999 prasklo Olympijské potrubí pod parkem a vychrlilo 897 m³ benzinu do potoka Whatcom Creek. Obrovské množství vylitého paliva se nedlouho poté vznítilo a výsledná exploze vypálila velké množství lesa na území parku. Jeden mladý muž a dva mladí chlapci přišli při tragédii o život.